# Lagoa Santa
Lagoa Santa este un oraș în Minas Gerais (MG), Brazilia.